# گابی زنوتی
گابی زنوتی (انگلیسی: Gabi Zanotti؛ زادهٔ ۲۸ فوریهٔ ۱۹۸۵) بازیکن فوتبال اهل برزیل است.
از باشگاه‌هایی که در آن بازی کرده‌است می‌توان به باشگاه فوتبال سانتوس و باشگاه فوتبال زنان سانتوس اشاره کرد.
وی همچنین در تیم ملی فوتبال زنان برزیل بازی کرده‌است.
وی در مسابقات کشوری و بین‌المللی در مجموع برندهٔ ۱ مدال طلا شده‌است.